# Tom Clancy's Splinter Cell: Double Agent
Double Agent è il quarto episodio (non contando gli episodi paralleli) ufficiale della serie di videogiochi Splinter Cell, uscito nel 2006.
È sviluppato dalla Ubisoft Shanghai e ha l'importante compito di introdurre notevoli novità per il futuro della serie.
Questo è il primo episodio della serie pensato per la settima generazione di console casalinghe (nello specifico, Xbox 360 e PS3) oltre che per PC; è anche il primo che si discosta decisamente dalle linee guida dei capitoli precedenti.
Il gioco è uscito in due versioni: quella PS2/Xbox e quella PS3/Xbox360/PC ecc. Le differenze tra le due versioni sono molto grandi, sia dal punto di vista tecnico sia del gameplay e, in larga parte, anche la trama stessa ha subito cambiamenti.
In questo capitolo della serie, l'agente NSA Sam Fisher si trova a dover combattere un'organizzazione terroristica chiamata JBA infiltrandosi e cercando di distruggerla dall'interno.

## Trama
Come già detto, la trama ha grandi differenze tra la versione PS2/Xbox/GCN/Wii e quella PS3/Xbox360/PC (che da qui in poi abbrevieremo in "versione Old Gen" e "versione Next Gen")

### Versione Old Gen
Il gioco inizierà in Islanda, dove Sam Fisher e il suo compagno di squadra Hisham Hamza hanno il compito di trovare delle casse contenenti del materiale di interesse per il terrorista Takfir. Superata la zona esterna, Fisher entra nella base con l'aiuto di Hamza e i due si separano momentaneamente. Fisher adesso ha il compito di piazzare delle cariche esplosive nelle centrali di energia principali e di ricavare informazioni sul Mercurio Rosso, ossia l'arma di interesse di Takfir e del capo del JBA Emile Dufrasne. Piazzate le cariche e prese le informazioni, Fisher riceve una chiamata urgente dal suo capo Irving Lambert (già apparso nei precedenti Splinter Cell), il quale gli comunica che la missione è annullata, in quanto è successo qualcosa a Sarah, figlia di Sam. Fisher fugge e, mentre si trova sul velivolo per l'estrazione, Lambert gli dice che sua figlia è morta, investita da un pirata della strada. Sam allora muta il suo carattere. Taglia i capelli a zero e accetta le missioni più difficili.
Gli viene quindi assegnato il compito di infiltrarsi nel JBA e di distruggerlo. Il primo passo è far finta di essere un detenuto nel penitenziario di Ellsworth, dove conosce un membro importante del JBA: Jamie Washington. Fisher si mette in contatto con lui rubando due walkie-talkie. All'ora d'aria, viene posta al giocatore la prima scelta, che servirà a guadagnarsi un po' di fiducia, rispettivamente del JBA o dell'NSA: eliminare Barnab, un testimone giudiziario, o soltanto metterlo K.O. 
Dopo essere stati sedati, Sam e Jamie si trovano rinchiusi in una cella, mentre fuori è scoppiata una rivolta. Approfittando del caos, i due riescono ad evadere; successivamente, si recano a New Orleans, al quartier generale del JBA. Naturalmente, se il giocatore avrà scelto di uccidere Barnab, Jamie sarà più entusiasta di portare Sam al QG.
Al JBA, Sam conosce il capo Emile Dufrasne, Enrica Villablanca (di cui Sam si innamorerà e viceversa), Moss (con cui Sam non va assolutamente d'accordo), BJ Sykes e infine Cole Yeagher, di cui Emile sospetta il tradimento. Dopo le presentazioni, Fisher si infiltrerà nella parte riservata del QG, dove prenderà alcune informazioni che confermano il reale tradimento di Yeagher; qui il giocatore dovrà decidere se darle a Emile o a Lambert. Anche qui, la fiducia andrà rispettivamente all'NSA o al JBA.
Terminata l'esplorazione, Emile manderà Fisher ed Enrica in una stazione per rubare dei vagoni portavalori. Dopo aver superato una parte della vecchia stazione, Sam giunge in quella nuova, dove il giocatore potrà decidere se uccidere il capo stazione (fiducia al JBA) o se tenerlo in vita (fiducia all'NSA). Salito sul treno, Sam proseguirà sia dentro che sul tetto dei vagoni. A un certo punto, il giocatore sarà messo dinnanzi a un'altra scelta, ovvero sganciare i vagoni per salvare i civili (NSA) o lasciarlo attaccato (JBA). Giunto dal macchinista, Sam dirotterà il treno con l'aiuto di Jamie; dopo lo schianto, infine, Moss ucciderà il macchinista.
Intanto Lambert, per riuscire a dare a Sam il solito equipaggiamento, si finge un trafficante d'armi per il JBA. Dopo aver ottenuto un campione del mercurio rosso, Fisher ed Enrica fingono di essere passeggeri a bordo di una nave da crociera (la messicana Cozumel); il giocatore dovrà fare la scelta di distruggerla (JBA) o di evitare la detonazione dell'ordigno (NSA).
Successivamente, Fisher viene mandato in Russia, con diversi compiti da parte del JBA. Il primo è eliminare tutti i soldati mercenari che presiedono il campo e interrompere le comunicazioni per evitare che facciano rapporto; il secondo, invece, è rubare una petroliera e disinnescare le bombe che potrebbero liberarla dai ghiacci. Salito sulla petroliera, Sam scopre che il carico è droga e il capitano che lo ha visto tramite le telecamere lo sfida a una gara per disinnescare quattro bombe, tutte posizionate nella sala macchine. Inizialmente Fisher ha 10 minuti, ma il capitano riprogramma i timer una volta trovata la prima bomba, e quindi rimarranno solo 4 minuti. Terminata la missione, Fisher si ritroverà in Congo, a Kinshasa, in uno scenario di guerriglia urbana. La missione inizia con Emile che parla a Takfir e Massoud, ma improvvisamente quest'ultimo scopre che c'è un traditore e annulla la riunione. Emile allora chiede a Sam di controllare le intenzioni degli alleati. Fisher, nella prima parte della missione, non ha equipaggiamento, ma nell'albergo potrà muoversi con furtività, grazie ai bombardamenti esterni che fanno spesso saltare la luce.
Confermate le intenzioni degli altri, Emile dice a Sam di eliminare la spia di Massoud (il già citato Hisham Hamza) con un'autobomba. Il giocatore dovrà ancora una volta decidere se eliminarlo (JBA) o se salvarlo (NSA). Successivamente, Sam dovrà liberare l'area per l'estrazione e fuggire; dopodiché, si troverà nuovamente nel QG del JBA, dove Williams lo informerà che Lambert è stato catturato e che toccherà a Sam rivelare o no la verità. Per prima cosa il giocatore sarà posto davanti alla scelta di rivelare l'identità di Lambert (JBA) o confermarne la copertura (NSA) e infine dovrà prendere un campione del mercurio rosso e rubare una lista dei compratori di Emile. A questo punto partirà un timer di 10:00 minuti dove il giocatore potrà decidere se disinnescare o no le bombe per Los Angeles destinate al porto e Nashville dove il presidente terrà un comizio. Terminata la missione Sam si troverà a New York con gli altri del JBA e dopo essersi paracadutato Emile scopre che Skyes e Moss avevano ragione: Fisher è un traditore.
In quest'ultima missione bisognerà disinnescare le tre bombe rimaste e uccidere in ordine Jamie, Bj, Moss ed Emile con le loro guardie. In questa missione Sam viene aiutato da Enrica e, una volta terminato tutti gli obbiettivi Enrica in cerca di Sam viene uccisa da uno Splinter Cell in quanto anche Enrica doveva essere eliminata secondo Williams. Nel video finale Sam taglia la gola allo Splinter Cell e fugge. Infine quando appariranno i crediti di gioco ci saranno due servizi del telegiornale che varieranno in base alla scelta del giocatore di disinnescare le bombe di LA e Nashville. Nel caso le avesse disinnescate il telegiornale parlerà di due bombe inesplose. In caso contrario ci sarà un servizio straordinario che parleranno dell'esplosione della bomba di Los Angeles al porto e l'esplosione a Nashville che ha ucciso il presidente e la sua scorta.

### Versione Next Gen
Sam Fisher viene inviato insieme ad una neo-spia in Islanda, in una stazione dove pare sia nascosto un missile pronto ad essere lanciato. I due agenti si infiltrano nella base, ma il compagno di Sam muore, perché troppo inesperto. Sam disattiva il missile e scappa con l'Osprey dell'NSA dove riceve la notizia dal suo capo Lambert che sua figlia Sarah è morta investita. Sam cade in depressione e, non avendo più nulla da perdere (infatti sua moglie è morta già da molti anni e quindi lui è completamente solo) accetta anche le missioni più rischiose finché riceve il compito di inserirsi nella cellula terroristica del JBA per distruggerla dall'interno.
Sam viene perciò mandato nel penitenziario di Ellesworth, nel Kansas, fingendosi un criminale dove stringe amicizia con un componente del JBA, Jamie Washington. Washington organizza una rivolta e Sam lo aiuta nella fuga; in cambio Jamie porta Fisher dai suoi compagni del JBA e il capo Emile Dufraisne. Giunto qui Sam riceve la sua prima missione: conquistare una superpetroliera situata nel Mare di Okhotsk. Compiuta la missione, viene chiamato a Shanghai, dove il JBA sta per avere una riunione con un venditore di armi.
Sam, guidato via radio da un altro agente infiltrato della CIA, Hisham Hamza, registra la riunione e scopre che il JBA vuole acquistare un potentissimo esplosivo, il Mercurio Rosso. Sam si ricongiunge ai componenti del JBA che lo mandano insieme ad un altro agente dei terroristi, Enrica Villablanca, a bordo di una nave da crociera a Cozumel, in Messico, per farla esplodere così da testare la bomba. Piazzato l'esplosivo, si ritornerà al quartier generale del JBA per assistere all'esplosione della nave. Qui abbiamo la scelta di permettere l'attentato, impedire l'esplosione o anche impedire l'esplosione e incolpare Enrica di ciò, comportando la sua morte.
Indipendentemente dalla scelta, Emile partirà comunque per Kinshasa, dove sta per avere una riunione con due soci: Takfir e Massoud. Ancora una volta, guidati sempre da Hisham Hamza, registriamo la riunione dove veniamo a sapere che l'obiettivo delle varie organizzazioni è colpire tre città: Takfir e Massoud si occuperanno di Los Angeles (usando la petroliera) e Città del Messico, mentre Emile di New York. La riunione però si interrompe: Massoud viene a sapere che un suo soldato è un agente infiltrato. Emile allora dà il compito a Fisher di eliminare questo doppiogiochista che si rivela essere proprio Hisham. Sam quindi percorre le strade di Kinshasa, devastate dalla guerriglia urbana. Il giocatore avrà la scelta di uccidere o meno Hisham. Lasciandolo in vita dovremo completare una mini missione extra dove far fuggire Hisham per poi far comunque credere ad Emile di averlo eliminato. In ogni caso, tornati in America, il JBA si prepara a far esplodere la bomba.
Qui Emile ci affida il compito di uccidere un tale che si stava infiltrando nella base, che veniamo a sapere essere Lambert. Sam è accompagnato da Jamie Washington ed è registrato da una telecamera. Il giocatore deve perciò scegliere se eliminare Lambert o Washington. La missione proseguirà allo stesso modo, ma scegliendo di eliminare Jamie, tutta la base sarà in allerta e i soldati JBA attaccheranno a vista. In ogni caso, giunto nella sala della bomba, Sam elimina Emile Dufraisne e disinnesca l'esplosivo.
Il gioco offre tre differenti finali. Nota: gli obiettivi indicati sono: Nave da crociera, Hisham e Lambert.
- Finale Cattivo - Distruggete/eliminate i tre obiettivi o ne distruggete/eliminate due, e la Fiducia NSA è sotto il 33%.

In questo finale, Fisher verrà trovato e fucilato sul colpo. E se non si riuscirà a disinnescare la bomba in tempo, apparirà un filmato di 30 secondi circa dove fa vedere l'impressionante esplosione della bomba su New York, e di seguito si vedranno delle riprese dall'alto della città rasa completamente al suolo con un paio di elicotteri impegnati ad osservare la devastazione causata dall'ordigno.
- Finale Normale - Salvate i tre obiettivi e la Fiducia NSA è sotto il 33%, oppure ne distruggete due e la Fiducia NSA è sopra il 33%.

In questo finale, Fisher verrà arrestato dalle forze speciali, che irrompono nell'edificio subito dopo quando Sam disinnesca la bomba.
- Finale Buono - Salvate almeno due dei tre obiettivi e Fiducia NSA sopra il 33%.

In questo finale Fisher riuscirà a scappare e sarà presente una missione bonus di qualche minuto ambientata al largo di New York a bordo di un natante dove Moss, un componente del JBA, si accinge a consegnare un esplosivo al Mercurio Rosso a Takfir, come da accordi. Sam uccide Carson Moss e disinnesca la bomba. Gli agenti del JBA, arrabbiati, fanno saltare la nave cercando di uccidere Sam, ma egli riuscirà a salvarsi per un pelo.

## Personaggi
- Sam Fisher: NSA
- Lambert: NSA
- Emile Dufraisne: JBA
- Carson Moss: JBA
- Jamie Washington: JBA
- Enrica Villablanca: JBA
- Hisham Hamza: NSA/CIA
- Ministro della Difesa Williams: USA (presente solo nella versione Old Gen)

## Differenze tra le due versioni
Tra le due versioni ci sono inoltre delle differenze di ambientazione: mentre nella versione Old Gen il quartier generale del JBA è situato a New Orleans nella versione Next Gen è situato a New York, anche gli obiettivi delle missioni e le decisioni da prendere sono diverse.

### Interfaccia di gioco
Versione Old Gen: Le modifiche apportate all'interfaccia di gioco sono praticamente nulle e relative prevalentemente all'indicatore di oscurità che ora utilizza una mini immagine di Sam che diventa più o meno scura in base a quanto siamo illuminati e perciò visibili
Versione Next Gen: L'interfaccia è quasi completamente vuota. È stato lasciato un particolare cerchietto che indica se siamo stati individuati (colore rosso) o meno (colore verde) o siamo in pericolo (colore giallo); una mini mappa attivabile tramite radar; le finestre di interazione; affiancato al cerchietto, è segnato il nostro obiettivo.

## Multiplayer
Il multiplayer online di Double Agent offre due modalità: la cooperativa e la competitiva.
Nella cooperativa tre spie collaborano per scaricare il più possibile numero di file, ostacolati da tre mercenari A.I..
La competitiva è simile, solo che i mercenari saranno controllati non più dal computer, ma da dei giocatori.
Le mappe sono:
- Blackwing
- Boss House
- Down Waves
- Motorway 90
- Terminus
- Slaughter House
- Red Diamond
- Uss Wisdom
- Kinshasa (Scaricabile gratuitamente da Xbox Live)
- Secret Base (Scaricabile gratuitamente da Xbox Live)

## Schede video supportate
Il gioco necessita, per funzionare, di una scheda video che supporti completamente la directX 9.0c e che abbia Pixel Shader 3.0:
- Serie ATI X1600/ X1800/ X1900/ x1550/
- Serie NVIDIA 6600/ 6800/ 7300/ 7600/ 7800/ 7900

Questi chipset sono gli unici compatibili con il gioco. I modelli per portatile di queste schede non sono supportati.

## Pubblicità
Il videogioco al suo interno conterrà dei cartelloni pubblicizzanti il servizio segreto Britannico. Tom Clancy's Splinter Cell: Double Agent è il primo gioco utilizzato da un servizio segreto al fine di reclutare nuovi agenti.